# Francisco de Borja Garção Stockler
Francisco de Borja Garção Stockler (Lisboa, 25 de setembro de 1759 – Tavira, 6 de março de 1829), primeiro e único barão da Vila da Praia, foi um oficial do Exército Português, matemático e administrador colonial português. Alcançou o posto de tenente-general e entre outras funções de relevo foi o 8.º capitão-general dos Açores. Foi um dos pioneiros do cálculo diferencial e um dos mais notáveis historiadores da Matemática em Portugal, autor de uma obra que ainda mantém relevância quase dois séculos após a sua publicação. Demonstrando grande erudição, também se dedicou à poesia e à literatura.

## Biografia
Francisco de Borja Garção Stockler era filho de Cristiano Stockler, grande comerciante, natural de Lisboa, cavaleiro da Ordem de Cristo, e de sua mulher, D. Margarida Joséfa Rita de Orgiens Garção de Carvalho. Era neto paterno de Christian Stockler, natural de Hamburgo, homem de negócios estabelecido em Lisboa nos princípios do século XVIII onde representava os interesses de comerciantes das antigas cidades hanseáticas.
Garção Stockler casou, a 3 de janeiro de 1796, com D. Inês Gertrudes de Mendonça e Moura, filha de D. João Francisco de Moura, cavaleiro da Ordem de Cristo e escrivão da Mesa Grande da Alfândega de Lisboa, e de sua mulher, D. Ana Catarina da Silva e Távora, de quem teve vários filhos. Tendo esta falecido em 1835, casou com D. Maria Margarida Stockler, sua sobrinha, filha de António Xavier Stockler, e de sua mulher D. Rita Inácia de Brito Lambert, não deixando descendentes desse casamento.
Ao longo da sua carreira Garção Stockler, apesar das inimizades e do período conturbado em que viveu, coincidente com as invasões francesas e com o dealbar do liberalismo, granjeou um impressionante acervo de títulos e cargos: fidalgo cavaleiro da Casa Real; do conselho de el-rei D. João VI, comendador da Ordem de Cristo, tenente general do exército, secretário e conselheiro do Conselho Ultramarino, governador do Algarve, governador e capitão general dos Açores; Secretário das Imediatas Resoluções do Rei relativas ao Exército; membro da Junta do Código Criminal Militar e da Junta convocada para a formação do projecto da Carta Constitucional em 1823; lente de matemática na Academia Real de Marinha; deputado da Junta de Direcção da Academia Militar do Rio de Janeiro, secretário da Academia Real das Ciências de Lisboa e sócio da Sociedade Real de Londres, para além de outras honras e cargos.
Por decreto de 29 de setembro de 1823, de D. João VI, rei de Portugal, Francisco de Borja Garção Stockler foi feito barão da Vila da Praia em reconhecimento do seu desempenho enquanto governador e capitão-general dos Açores. O título foi concedido por uma vida, tendo sido seu único titular.
O tenente-general Francisco de Borja Garção Stockler, 1.º barão da Vila da Praia, faleceu no Algarve. Aquando da sua morte Stockler exercia o cargo de Governador das Armas do Algarve, nomeado por D. Miguel I.

### Carreira académica
Destinado à carreira das armas, Garção Stockler cedo ingressou no Exército, seguindo o normal percurso da oficialidade da época. Em 1784, já com 25 anos e com a patente de capitão, matriculou-se na Universidade de Coimbra, onde cursou Matemática. Obtido o grau de bacharel, foi nomeado lente da Academia Real de Marinha, iniciando aí um distinto percurso de investigação na área dos limites e do cálculo diferencial, então uma nascente área do conhecimento.
Pouco depois da sua nomeação para lente de Matemática na Academia Real de Marinha, Garção Stockler foi eleito membro da Academia Real das Ciências de Lisboa, iniciando um intenso labor académico do qual resultaram numerosas publicações insertas, a partir de 1791, nas Memórias da Academia. Essas publicações lidavam essencialmente com a teoria dos limites e com as temáticas que hoje vulgarmente se designam por cálculo diferencial, mostrando que estava a par dos mais recentes trabalhos que nesta matéria então se publicavam na Europa.
A sua actividade académica granjeou-lhe notoriedade suficiente para ser nomeado para o cargo de secretário da Academia, cabendo-lhe a elaboração do elogio de diversas personalidades do meio académico e político, entre as quais Pascoal José de Melo Freire dos Reis, José Joaquim Soares de Barros e Vasconcelos, Roberto Nunes da Costa, Martinho de Melo e Castro, Bento Sanches de Orta e Guilherme Luís António de Valleré. Alguns destes elogios históricos foram posteriormente publicados pela Academia e outros pelo autor, nas suas Obras Completas, das quais saíram os volumes I e II (em 1805 e 1826, respectivamente).
Também escreveu o elogio d’Alembert, inspirado no que havia sido escrito pelo marquês de Condorcet, demonstrando bem conhecer os trabalhos dos pensadores franceses coevos.
Numa honra raramente concedida a cientistas portugueses, Garção Stockler foi eleito a 1 de abril de 1819 para membro correspondente ("Foreign Member") da Royal Society de Londres, numa proposta subscrita, entre outros, por John Rowley e Stephen Remnant Chapman.

### A Guerra das Laranjas e as invasões francesas
Garção Stockler participou, sob o comando do marechal general D. João Carlos de Bragança, 2.º duque de Lafões, nas campanhas de 1801 contra as forças invasoras do Príncipe da Paz, a famigerada Guerra das Laranjas. Stockler foi secretário militar do duque, de 1797 a 1801, e parece ter tido um papel importante na condução das operações, ficando o seu nome ligado ao estrondoso fracasso das forças portuguesas. Apesar disso, ou talvez por causa disso, foi nomeado para diversos cargos de importância, entre os quais para vogal do Conselho Ultramarino e membro da Junta do Código Criminal Militar.
Mais tarde, na sua obra Cartas ao autor da História Geral da Invasão dos Franceses em Portugal, publicada em 1816, tentou explicar as suas acções durante as invasões francesas e apresenta pormenorizadamente as propostas do marechal general e a sua interpretação dos factos que levaram à derrota portuguesa.
Quando em 1807 as forças francesas comandadas pelo general Junot entram em Portugal e a corte se retira para o Brasil, Stockler ainda exercia as funções de secretário da Real Academia das Ciências, sendo um dos dignitários que, em nome da Regência do Reino, se dirigiram a Sacavém para saudar o general invasor. Esta atitude, e ainda o facto da Academia haver de imediato eleito Junot para sócio, emitindo um diploma que, acompanhado por um discurso laudatório, foi entregue a Junot por Stockler, enquanto secretário da mesma, granjearam-lhe fama de colaboracionista, ao mesmo tempo que o colocavam na confiança dos franceses.
Aceitando de Junot o comando da bateria da Areia, próximo a Belém, que entrou em acção para impedir a saída de navios portugueses que pretendiam refugiar-se no Brasil, Stockler deu provas de verdadeiro colaboracionista, o que levou a que, após a retirada francesa, a Regência lhe retirasse todos os cargos e privilégios.
Na sequência de um requerimento em que Stockler, que já então era brigadeiro, pedia a reintegração, o conde de Linhares, Ministro do Príncipe Regente no Brasil, enviou ao presidente da Regência do Reino um ofício que bem demonstra a desconsideração em que havia caído: — Ex.mo e Rev.mo Sr. — Tendo levado à augusta presença de Sua Alteza Real o príncipe regente nosso senhor a carta inclusa e mais papéis do brigadeiro Francisco de Borja Garção Stockler, cujos talentos militares verificados na campanha de 1801, são assaz constantes ao mesmo senhor, em cuja real presença é além disto mui pouco acreditado pela missão em que foi mandado a Junot, e depois pelo comando da bateria da Areia junto à Torre de Belém, donde barbaramente fez atirar sobre navios portugueses, que se faziam à vela para saírem do Tejo; contudo Sua Alteza Real ouvindo os sentimentos da sua incomparável justiça e piedade, é servido que os governadores do reino informem, interpondo o seu parecer e depois de ouvir o marechal general ou o marechal general do exército se haverá algum lugar activo em face do inimigo, onde o suplicante possa ser empregado, e neste caso o proponham para esse posto, a fim de que se verifique se ele tem realmente grandes talentos militares, ou se nesta matéria como nas outras se avalia muito além do que vale; o que é assaz conhecido quando, como matemático, quis associar-se ao tão justamente célebre Lagrange. — Palácio de Santa Cruz, em 25 de Novembro de 1809. — Conde de Linhares.
A acusação de colaboracionismo com as forças francesas, e de incompetência militar na campanha da Guerra das Laranjas, surgiu publicada na História Geral da Invasão dos Franceses, de José Acúrsio das Neves, desencadeando uma longa polémica pública, tendo Stockler respondido numa obra intitulada Cartas ao autor da História Geral da Invasão dos Franceses em Portugal, que a Academia se recusou a publicar, mas que foram publicadas pelo autor. A polémica não se esgotou com esta publicação, prosseguindo pela via epistolar, tendo Stockler publicado as cartas no Investigador Portuguez.
Contudo, apesar dos ódios e incompreensões, conseguiu a reintegração e a promoção a marechal-de-campo, recomeçando, contra todas as probabilidades a sua carreira.

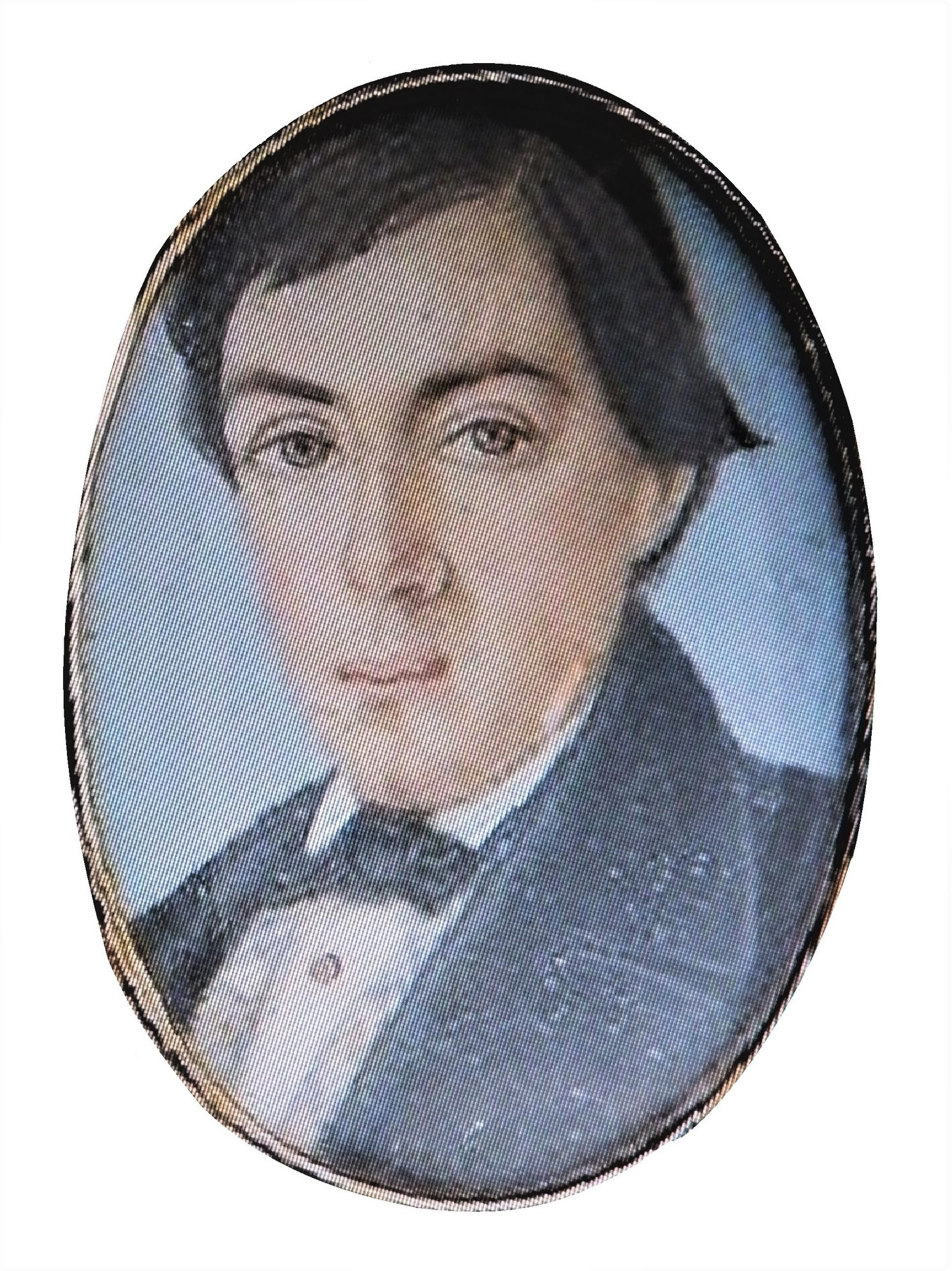
Francisco de Borja Garção Stockler, retrato patente num anel de punho

### A estadia na corte do Rio de Janeiro
Em 1812 parte para o Brasil, ingressando na corte e reconquistando, com notável rapidez, ao que se diz pelas suas qualidades intelectuais, a confiança do Governo e do príncipe regente.
Garção Stockler ainda residia no Rio de Janeiro aquando, por morte da rainha D. Maria I, o príncipe regente D. João foi aclamado rei com o título de D. João VI. Coube-lhe então, em nome da Academia Real das Ciências de Lisboa, produzir um Discurso dirigido em nome da Academia Real das Ciências a Sua Majestade o Senhor D. João VI, por ocasião da sua exaltação ao trono, que foi publicado no tomo VI, parte I, das Memórias da Academia.
Para além do seu labor académico enquanto matemático, Garção Stockler também se interessou pela poesia, escreveu uma obra poética, a que chamou Poesias Lyricas, constando de odes horacianas, salmos traduzidos e de um poema filosófico, Aves, que fora principiado pelo poeta brasileiro Sousa Caldas. Numa clara manifestação de erudição, Stockler incluiu no volume uma dissertação sobre o ritmo na poesia hebraica.
Submetida à Academia, a obra foi considerada, por parecer emitido em 1819, como violando a ortodoxia católica, ventilando ideias consideradas paradoxais. Stockler não aceitou modificar a obra, recorrendo à sua publicação em Londres. Em resultado, a obra foi efectivamente condenada, mais tarde, em Roma, por decreto da Sagrada Congregação do Index, de 23 de Junho de 1836, e incluída no Index Librorum Prohibitorum.
Data também deste período a elaboração da obra Ensaio histórico sobre a origem e progressos das matemáticas em Portugal, posteriormente publicada em Paris, que despertou logo crítica favorável pelos estudiosos coevos, como José Silvestre Ribeirão na Resenha de Litteratura Portugueza, tomo I, páginas 16 e seguintes, e o artigo inserto nos Annaes das Sciencias, das Artes e das Letras, no tomo V, páginas 138 a 156. Esta obra, que já foi objecto de reedição, mantém-se como uma das melhores histórias do pensamento matemático português até aos alvores do século XIX, e uma das primeiras obras do género publicadas na Europa.
Também durante esta estadia no Brasil, interessou-se por temas de educação, sendo autor de um estudo sobre o estabelecimento da instrução pública no Brasil, um projecto pioneiro naquele país e onde é patente a erudição e o conhecimento que Stockler tinha do pensamento europeu coevo. Aquele projecto ainda mantém interesse na história da educação e da pedagogia.
Outra das funções que exerceu foi a de deputado da Junta de Direcção da Academia Militar do Rio de Janeiro, onde, em conjunto com Wilhelm Ludwig Freiherr von Eschwege, o barão de Eschwege, teve papel importante na estruturação do ensino nas áreas da matemática e da física. Esta escola militar, criada por carta régia de 4 de dezembro de 1810 iniciou as suas actividades a 23 de abril de 1811. É uma das instituições antecessoras da actual escola superior do Exército brasileiro, a Academia Militar das Agulhas Negras, e foi a primeira escola de engenharia no Brasil.

### Stockler nas funções de Capitão-General dos Açores
Durante a sua estadia no Rio de Janeiro surgiram profusas queixas na corte ali instalada sobre a actuação do brigadeiro Francisco António de Araújo e Azevedo nas funções de Governador e Capitão-General dos Açores. As populações e as autoridades insulares queixavam-se do seu rigor nos recrutamentos militares e particularmente da sua acção no arroteamento de baldios públicos, que eram concedidos, acusavam as câmaras das ilhas, a particulares, em geral amigos do Capitão General, em detrimento do interesse dos povos. Essa apropriação dos baldios deu origem a profundos ódios e desavenças e, mais tarde, conduziu aos motins da Justiça da Noite que, durante décadas, abalaram a pacatez insular.
Estando na corte, e tendo ganhado notoriedade pela sua produção académica e inteligência, Garção Stockler conseguiu ser nomeado por D. João VI, em 12 de novembro de 1819, para ir substituir o capitão-general caído em desgraça. Stockler partiu para Lisboa em agosto seguinte com o fito de receber da Regência as ordens necessárias à governação dos Açores.
Por esta mesma altura desencadeia-se em Portugal o movimento constitucional. É assim em plena fase inicial da Revolução de 1820 que Stockler chega a Lisboa. Embora sendo claramente antiliberal, aparentemente a fama de jacobino e de colaboracionismo com os franceses foi-lhe aqui útil. A Junta revolucionária que governava o país recebe-o e reconfirma-o no cargo, permitindo a sua partida para os Açores.
A sua chegada aos Açores, a 18 de outubro de 1820, foi saudada com efusiva alegria, pois significava o fim da tirania do brigadeiro Francisco António de Araújo e Azevedo. Ambos os partidos depositavam esperanças na sua actuação: os liberais, acreditando que a reconfirmação dada pela Junta Suprema era um sinal de ideias pró-constitucionais; os absolutistas convictos que a sua nomeação por D. João VI antes da revolução era uma garantia da sua adesão ao rei absoluto.
Tiveram razão os absolutistas, já que Stockler proibiu os contactos políticos com Portugal e obrigou todo o expediente administrativo e judicial açoriano a ser enviado para a corte do Rio de Janeiro, não reconhecendo a legitimidade e autoridade das instituições de Lisboa.
Quando se aperceberam da orientação do novo capitão-general, os liberais açorianos iniciaram movimentações no sentido de proclamarem, pela via revolucionária, o constitucionalismo no arquipélago. Foi assim que, capitalizando o descontentamento com a governação dos capitães-generais, com sede na Terceira, ilha que diziam dominava todas as outras e absorvia o grosso dos recursos fiscais, a 1 de março de 1821, uma revolta militar em Ponta Delgada, inspirada por elementos civis que pretendiam a libertação da ilha de São Miguel àquilo que entendiam como o jugo da Terceira, instala o regime constitucional na ilha de São Miguel e proclama a independência daquela ilha do Governo de Angra.
Stockler ainda tenta resistir, mas logo a 2 de abril de 1821 uma revolução constitucional em Angra, inspirada pelos deportados da Amazona e pelos seus conversos, reinstala no poder o brigadeiro Francisco António de Araújo e obriga Stockler a refugiar-se na Praia. Contudo, dois dias depois, a 4 de Abril, num contra-golpe militar ocorrido no Castelo de São João Baptista do Monte Brasil, o brigadeiro Araújo é morto e Stockler retoma o poder.
É neste contexto que Almeida Garrett, que pouco antes fundara em Coimbra a loja maçónica e secreta Sociedade dos Jardineiros, se desloca entre Maio e agosto de 1821 à Terceira, talvez como emissário da Maçonaria, para tentar firmar a nova legalidade constitucional na ilha, no que encontra forte oposição de Stockler, que ameaça prendê-lo caso ele se manifestasse publicamente a favor da Constituição. Deste episódio resultou o poema herói-cómico O X, ou a incógnita, que Garrett escreve, sem concluir, alusivo ao capitão-general (aparecido em edição póstuma em 1985).
Contudo, a 13 de maio de 1821 chegou à Terceira a fragata Pérola, comandada pelo Capitão-de-Mar-e-Guerra Marçal Pedro de Ataíde Barahona, e este intimou Stockler para que reconhecesse o governo liberal. Stockler insurgiu-se contra a intimação e resistiu, mas não encontrou o apoio que esperava na população, pelo que a 15 de maio de 1821, em cerimónia solene realizada na Câmara de Angra, são juradas em Angra as bases da futura Constituição. Stockler abdica do cargo de Governador e Capitão General mas fica, em conjunto com o bispo da diocese, D. frei Manuel Nicolau de Almeida, adido ao governo.
Esta solução não foi aceite pelas Cortes e a 19 de julho de 1822, pelo brigue Flor do Mar, chega ordem régia para Stockler e o bispo saírem da ilha Terceira, o que estes cumprem a 11 de agosto de 1822.
À chegada a Lisboa Stockler é colocado sob prisão por ordem das Cortes, desencadeando um processo que em boa parte decorreu através da publicação de sucessivas justificações e refutamentos e de longos debates pela imprensa, escrevendo Stockler um Memorial dirigido ao Ill.mo sr. Luiz Manuel de Moura Cabral, desembargador da Casa da Supplicação, illustrado com algumas notas, além de muitas obras que assinava com pseudónimos ou a que punha o nome do filho, António Nicolau de Moura Stockler, que então contava apenas 17 anos de idade.
Essas obras são as Cartas sobre os acontecimentos da ilha Terceira, por um Cidadão imparcial, a Nota ao n.º 75 do Campeão Lisbonense por um Amigo do general, as Observações ou notas illustrativas do folheto intitulado «Voz da Verdade provada por documentos», a Carta sobre o n.º 2 do folheto intitulado a «Voz da Verdade» e a Analyse critica ao libello famoso intitulado «Noticia resumida dos acontecimentos da ilha Terceira na installação do seu governo constitucional», tudo isto com o nome de seu filho.
Finalmente o próprio, general respondeu com o seu nome num folheto a umas Notas Críticas, publicadas em 1822 pelo Dr. Vicente José Ferreira Cardoso da Costa, a um ofício que ele dirigira ao conde dos Arcos.
Todas estas questões, e o processo judicial a elas associado, terminaram com a queda do governo constitucional em 1823, em resultado da Vilafrancada, ficando o comportamento de Stockler ilibado à face da lei, pois se tornava em acção meritória o que até então lhe imputavam como delito. Por sentença de 10 de junho de 1823, foi a conduta de Stockler julgada benemérita, legal e recomendável, ficando totalmente reabilitado. O mesmo aconteceu com o bispo.
Sendo um dos presos políticos libertados, Stockler granjeou grande renome, pelo que de imediato foi nomeado para a comissão encarregue de elaborar uma Carta de Lei que preenchesse o vazio deixado pela revogada Constituição. Extinta esta comissão, sem qualquer lei produzida, Stockler foi de novo nomeado governador e capitão-general dos Açores, sendo também agraciado com o título de barão da Vila da Praia, por decreto de 29 de setembro de 1823.
A bordo da charrua Princesa de Portugal, Stockler chega a 17 de novembro de 1823 a Angra, reassumindo dois dias depois as suas funções. A recepção foi apoteótica, com três dias de festejos e um sem cessar de homenagens e juras de fidelidade. Seguiu-se de imediato a perseguição aos liberais e seus simpatizantes, com numerosas prisões e expulsões da ilha, criando-se um reino de terror que só tivera paralelo aquando da invasão castelhana de 1583.
Decorria este período de repressão quando a 14 de maio de 1824, em Lisboa se dá a reversão da situação política e o Infante D. Miguel é obrigado a partir para o estrangeiro. Mais uma vez os heróis de uma época passaram a ser os vilipendiados de outra. Conotado com o miguelismo, Stockler é demitido, aparentemente por influência do conde de Subserra, um terceirense que entretanto ascendera a ministro de D. João VI.
A 24 de julho de 1824 chegava aos Açores o novo capitão-general Manuel Vieira de Albuquerque Touvar e poucos dias depois Stockler partia novamente para um destino incerto.

### Cronologia da passagem de Garção Stockler pelos Açores
Para melhor se compreender a acção de Garção Stockler nos Açores, pode a mesma ser seguida através da seguinte cronologia, onde se intercalam os principais eventos externos com o percurso do general:
- 25 de setembro de 1759 – Nasce em Lisboa Francisco de Borja Garção Stockler.
  - Julho de 1820 – Stockler é nomeado no Rio de Janeiro, por D. João VI, para Governador e Capitão General dos Açores, partindo para Lisboa com o fim de se dirigir aos Açores e assumir funções.
- 24 de agosto de 1820 – Revolução do Porto, inicia-se o movimento para a instauração de um regime liberal em Portugal.
- 16 de setembro de 1820 – As guarnições de Lisboa aderem ao movimento constitucional e a Regência cai, sendo substituída por uma Junta Suprema de Governo do Reino.
  - Setembro de 1820 – Stockler apresenta-se à Junta, sendo por esta reconfirmado no cargo para o qual havia sido nomeado.
  - 18 de outubro de 1820 – A bordo de uma galera americana chega a Angra o tenente general do exército Francisco de Borja Garção Stockler, nomeado por D. João VI no cargo de 9.º Governador e Capitão General dos Açores.
  - 1 de março de 1821 – Revolução Constitucional de Ponta Delgada. Uma revolta instala o regime constitucional na ilha de São Miguel e proclama a independência daquela ilha do Governo de Angra.
  - 27 de março de 1821 – Stockler publica uma proclamação ao povo de São Miguel, condenando a separação da Capitania Geral e admoestando para as consequências do juramento a uma Constituição inexistente.
  - 2 de abril de 1821 – Revolução Constitucional de Angra. Um golpe militar depõe Stockler do Governo. Francisco António de Araújo, o antecessor de Stockler no cargo de Capitão General, é escolhido para liderar o movimento.
  - 3 de abril de 1821 – Stockler refugia-se na Praia.
  - 4 de abril de 1821 – Contra-revolta em Angra leva à morte de Francisco António de Araújo e à retoma do poder por Stockler.
  - 13 de maio de 1821 – Chega a Angra, pela fragata Pérola, a notícia de D. João VI ter aceite as bases da futura Constituição.
  - 15 de maio de 1821 – Em cerimónia solene realizada na Câmara de Angra são juradas as bases da futura Constituição. Stockler abdica do cargo de Governador e Capitão General mas fica, em conjunto com o bispo, adido ao governo.
  - 20 de junho de 1821 – Stockler comunica que não pretende o Governo.
- 5 de julho de 1821 – D. João VI chega a Lisboa, regressado do exílio no Rio de Janeiro.
  - 14 de março de 1822 – São perdoados os implicados na Revolução Constitucional de Angra, ocorrida a 2 de Abril de 1821.
  - 19 de julho de 1822 – Pelo brigue Flor do Mar chega ordem régia para Stockler sair da ilha Terceira.
  - 11 de agosto de 1822 – Stockler parte para Lisboa onde é colocado sob prisão por ordem das Cortes.
- 23 de setembro de 1822 – As Cortes aprovam a Constituição.
- 1 de outubro de 1822 – D. João VI jura a Constituição.
- 4 de outubro de 1822 – D. João VI manda jurar e cumprir a Constituição.
  - 29 de setembro de 1823 – D. João VI agracia Stockler com o título de barão da Vila da Praia e renomeia-o para o cargo de capitão-general dos Açores.
  - 13 de novembro de 1823 – Stockler escala Ponta Delgada e instala um novo governador militar na ilha de São Miguel.
  - 17 de novembro de 1823 – Stockler chega a Angra a bordo da charrua Princesa de Portugal.
  - 19 de novembro de 1823 – Stockler desembarca, numa recepção apoteótica, e reassume as funções de capitão-general.
- 14 de maio de 1824 – O Infante D. Miguel parte para o exílio.
  - 24 de julho de 1824 – Manuel Vieira de Albuquerque Touvar toma posse como 10.º Governador e Capitão General dos Açores, encerrando definitivamente o período de governação de Stockler.
- 29 de abril de 1826 – D. Pedro decreta a Carta Constitucional.
  - 6 de março de 1829 – Falece no Algarve o tenente-general Francisco de Borja Garção Stockler, 1.º barão da Vila da Praia.

### A demissão da Academia e a nomeação para Governador de Armas do Algarve

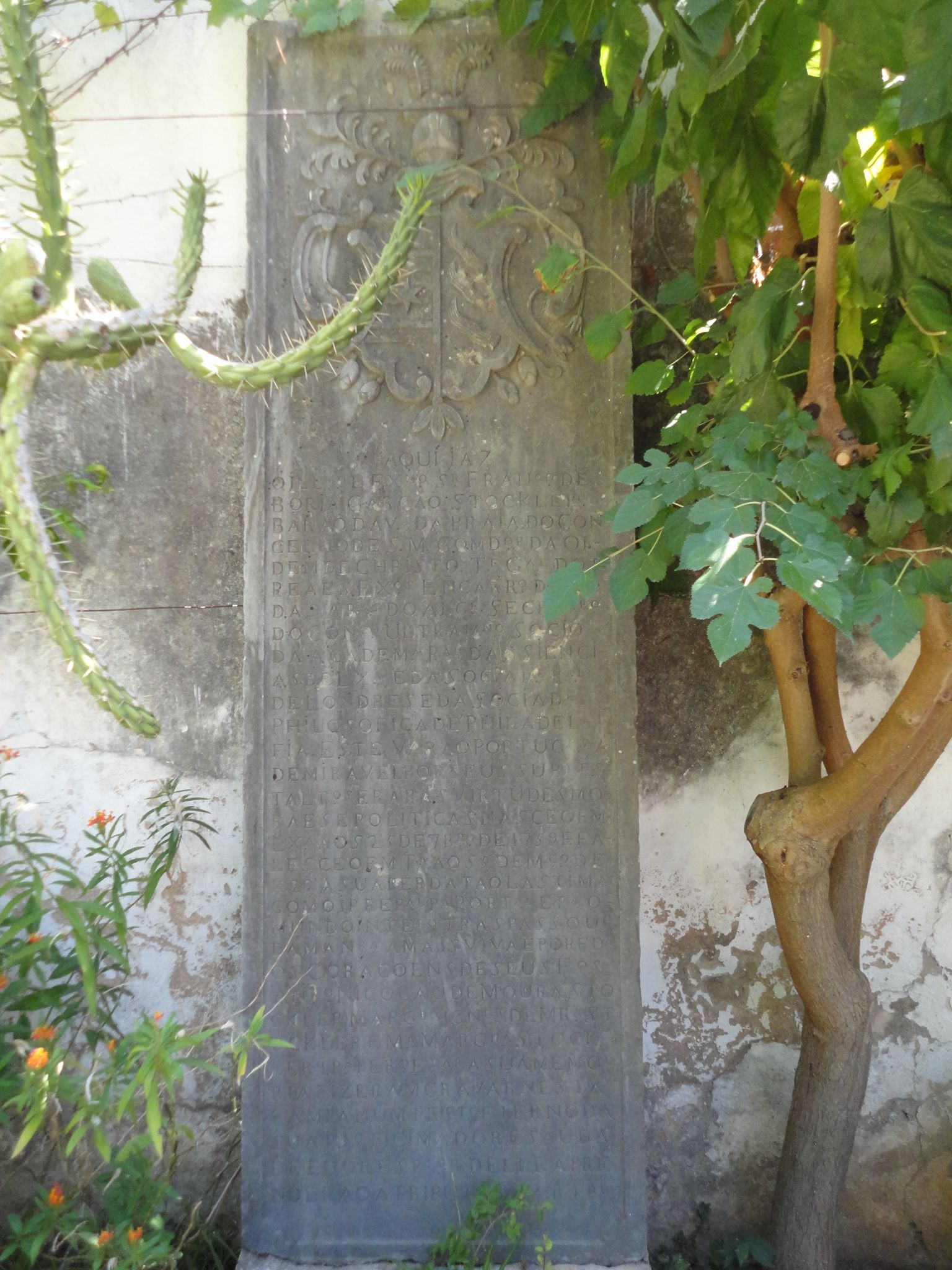
Lápide funerária no Jardim da Cerca do São Francisco Tavira

Em finais de Julho de 1824 Stockler voltou a Lisboa, despojado de responsabilidades políticas, dedicando-se novamente à matemática e ao debate político. Em 1825 ofereceu à Academia a sua obra Método inverso dos limites ou desenvolvimento das funções algorítmicas. Mais uma vez o parecer académico foi desfavorável à publicação da obra. Era a terceira vez que o rejeitavam, pelo que Stockler solicitou à Academia a demissão de sócio, e imprimiu a obra por sua conta.
Em 1826 publicou o 2.° volume das suas obras completas, que já principiara a imprimir-se na tipografia académica, saindo o 1.º tomo em 1805, mas fora interrompida a impressão por causa da invasão francesa. Contém os elogios académicos de D. Tomás Caetano do Bem e de Pascoal José de Melo, o Apêndice às Cartas ao autor da Historia da invasão francesa, uma Carta sobre a Liberdade de Imprensa, o Esboço dum plano de Código Criminal Militar, uma larga demonstração do seu proceder de 1807 a 1812 e o Projecto sobre o Estabelecimento da Instrução Pública no Brasil, para além de uma larga carta a Jácome Ratton.
Em 1827, finalmente, quando se debatiam em Portugal as questões constitucionais, escreveu Stockler, uns Elementos de Direito Social ou Princípios de Direito Natural que devem servir de base à constituição das sociedades civis.
Após o regresso de D. Miguel a Portugal, Stockler afirmou-se como um seu leal um partidário, pelo que este o nomeou Governador das Armas na província do Algarve. Faleceu no exercício desse cargo a 6 de março de 1829.

## Publicações
Garção Stockler é autor de uma volumosa obra que cobre temas de matemática, área em granjeou fama que lhe permitiu ser nomeado sócio correspondente da selecta Royal Society de Londres, de história do pensamento e de política. Nesta última área desenvolveu acesas polémicas, publicando numerosos textos auto-justificativos, alguns sob pseudónimo, outros em nome de seu filho António Nicolau de Moura Stockler. Dada a conotação absolutista de Stockler, após a implantação do liberalismo a sua obra foi em larga medida vilipendiada e votada aos esquecimentos, com excepção do Ensaio histórico sobre a origem e progressos das matemáticas em Portugal, entretanto recuperado e hoje bastas vezes citado. A obra, em boa parte dispersa, pese embora a edição dos dois volumes da Obra Completa, merece estudo e reedição, depois de ordenada e contextualizada.
- Matemática:
  - Compêndio da teoria dos limites, ou introdução ao método das fluxões, Lisboa, 1794;
  - Memórias sobre os verdadeiros princípios do método das fluxões;
  - Demonstração do teorema de Newton sobre a soma das potencias das raízes das equações;
  - Lettre a Mr. le Redacteur du "Monthly Review" ou Réponse aux objections qu'on a faites dans ce journal à la methode des limites des fluxions hypothétiques, Londres, 1800;
  - Carta a Anton Felkel acerca do seu método para determinar os factores dos números naturais;
  - Memória sobre as equações de condição das funções fluxionais;
  - Lição duodécima dos elementos de Geometria, a qual tem por título das correlações que existem entre as operações elementares da technia geométrica e da technia algébrica, Lisboa, 1819;
  - Memória sobre algumas propriedades das coeficientes dos termos do binómio de Newton;
  - Método inverso dos limites ou desenvolvimento das funções algorítmicas, Lisboa, 1825.
- História da Matemática:
  - Ensaio histórico sobre a origem e progressos das matemáticas em Portugal, Paris, Oficina de P. N. Rougeron, 1819 ([VII], 168, [1] p. ; 21 cm).
- Poesia e literatura:
  - Breve notícia da vida e obras de Francisco Dias Gomes, inserta como prefácio das Obras Poéticas de Francisco Dias Gomes, publicadas Academia Real das Ciências de Lisboa;
  - Poesias lyricas, um volume de 18 odes horacianas, 12 salmos traduzidos, 2 epístolas e um canto dum poema filosófico, as Aves, que fora principiado pelo poeta brasileiro Sousa Caldas, mas que Stockler refundiu e aumentou;
  - Anotações e aditamentos às obras do Padre António Pereira de Sousa Caldas, impressas em Londres.
- Ensaio, polémica e política:
  - Obras Completas, volume I, Lisboa, 1805;
  - Obras Completas, volume II, Lisboa, 1826;
  - Cartas ao autor da História Geral da Invasão dos Franceses em Portugal, Rio de Janeiro, 1813;
  - Discurso dirigido em nome da Academia Real das Sciencias a S.M. o Senhor D. João VI, por occasião da sua exaltação ao throno, Rio de Janeiro, 1813;
  - Memória à Academia Real das Ciências de Lisboa onde se demonstra a primazia dos descobrimentos portugueses no século XV;
  - Elementos de Direito Social, ou princípios de Direito natural, que devem servir de base à constituição das sociedades civis;
  - Análise da Memória publicada pelo Dr. José Martins da Cunha Pessoa, inserta no n.º 52 do Investigador Português em Inglaterra, publicada em nome do filho, e republicada em 1816 no Rio de Janeiro;
  - Memorial dirigido ao Il.mo Sr. Luiz Manuel de Moura Cabral, desembargador da Casa da Suplicação, ilustrado com algumas notas, Lisboa, 1822;
  - Cartas sobre os acontecimentos da ilha Terceira, por um Cidadão imparcial (1.ª, 2.ª e 3.ª, todas escritas em nome do filho, António Nicolau de Moura Stockler, que então contava 17 anos de idade);
  - Nota ao n.º 75 do Campeão Lisbonense por um Amigo do general;
  - Observações ou notas ilustrativas do folheto intitulado «Voz da Verdade provada por documentos»;
  - Carta sobre o n.º 2 do folheto intitulado a «Voz da Verdade», (escrita em nome do filho);
  - Análise crítica ao libelo famoso intitulado «Notícia resumida dos acontecimentos da ilha Terceira na instalação do seu governo constitucional» (escrita em nome do filho).
  - Obras Poeticas de Antonio Pereira de Sousa Caldas, com as Notas e Additamentos de F. de B. G. Stockler. Coimbra, Imprensa de Trovão & Comp., 1836.